# 유탸오

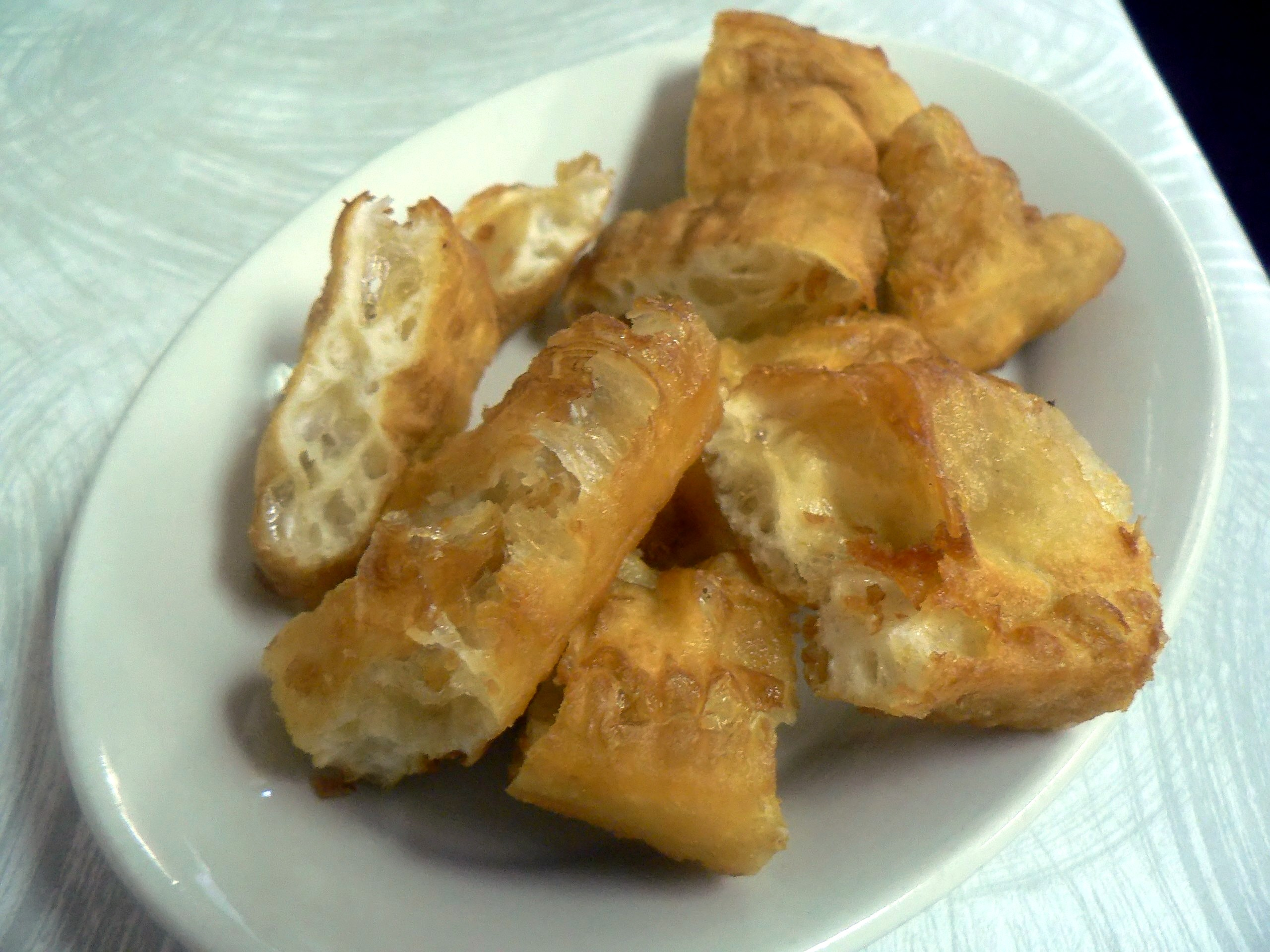
유탸오

유타오(중국어 간체자: 油条, 정체자: 油條, 병음: yóutiáo, 한자음: 유조)는 길게 두 가닥으로 반죽된 밀가루를 기름에 튀겨서 만든 면 음식이다. 중국 저장성 항저우에서 기원된 음식으로 주로 아침에 먹는다. 광둥성 사람들은 유작귀(油炸鬼)라고 하고 북방 쪽에서는 과즈(果子)라고 하기도 한다.

## 개요
중국에서 주로 아침에 먹는 음식으로 밀가루 반죽을 발효시켜 소금으로 간한 다음 30cm 길이의 길쭉한 모양으로 만들어 기름에 튀긴 푸석푸석한 면음식으로 중간을 자르면 큰 구멍이 숭숭 나 있다. 밀가루를 묽게 반죽해서 반나절 놓았두었다가 젓가락 두께 만큼씩 기름에 튀기면 방망이만큼 부풀어 오른다. 이 음식은 길거리 노점상 같은 데서 간단히 사먹을 수 있다.

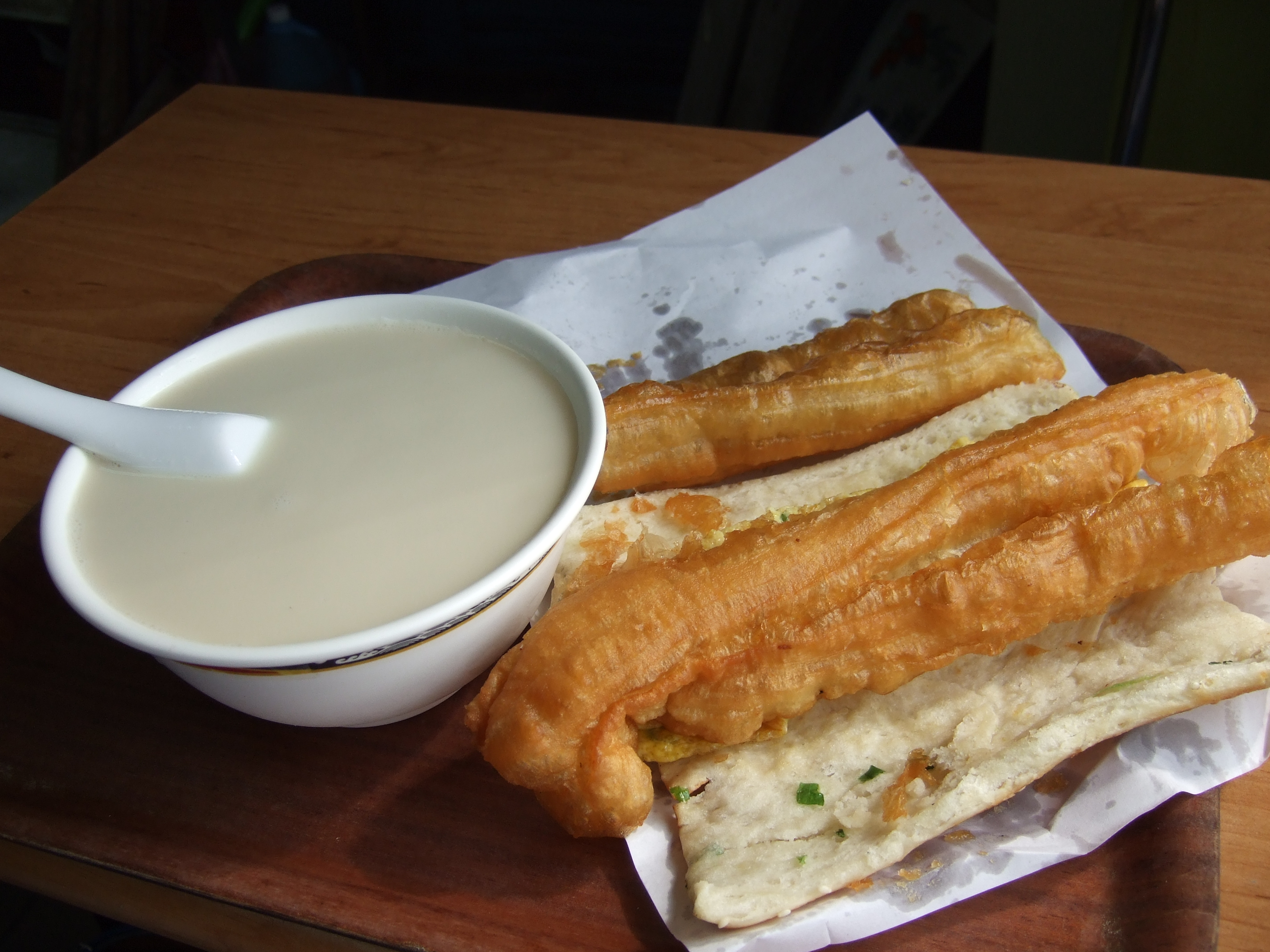
더우장과 유탸오.

유탸오는 튀겨낸 것이라 기름이 많아 그냥 먹으면 느끼하기 때문에 콩국인 더우장과 함께 먹는데, 더우장에 여러 종류의 콩을 넣어 먹기도 하고 맛과 온도를 기호에 따라 다르게 해서 먹기도 한다. 유탸오를 손으로 뜯어서 더우장에 넣어 부드럽게 해서 먹는다. 유탸오는 중국인들이 아침으로 즐겨 먹는 음식이다.

## 기원과 이름
중국 남송 시대 재상이었던 진회가 주전파 악비를 살해하자, 수도 임안의 씨후 일대에서 밀가루 반죽으로 2개를 꼬아 진회 부부의 모형을 만들어 기름에 튀겨 죽이는 형벌인 팽형을 집행함으로써 원한을 풀었기 때문에 그때부터 만들어진 요리가 유탸오라는 설이 있다. 즉, 이 음식의 기원은 진회의 소행에 불만을 가진 민중이 밀가루로 만든 진회의 인형을 고열의 기름에 튀겨 지옥의 고통을 맛보게 하려고 했던 데서 탄생한 것이다. ‘유작귀(油炸鬼)’라는 이름이 기름에 튀긴 진회라는 뜻의 ‘유작회(油炸檜)’에서 왔다는 설도 있다.
유타오는 유작회(油炸檜)라는 별명이 있는데 송나라의 간신 진회가 악비를 반역죄로 죽이자 밀가루를 반죽해 사람 모양으로 만들어 몸통을 비틀었고 그것으로도 분이 풀리지 않아 펄펄 끓는 기름통에 집어 넣었다라는 야사가 있다.

## 같이 보기
- 마화